# Igo Gruden
Igo Gruden (18 avril 1893 - 29 novembre 1948) était un poète yougoslave d'expression slovène.

## Biographie
Gruden est né en 1893 à Nabrežina comme l'aîné des 10 enfants qu'eurent Franc Gruden et Justina Košuta. À cette époque, la région faisait toujours partie de l'Autriche-Hongrie (aujourd'hui l'Italie).
Le poète a été honoré du prix Prešeren, la plus haute distinction artistique de Slovénie.